# Kevin Panhuyzen
Kevin Panhuyzen (24 juni 1994) is een Belgisch wielrenner, vooral actief in het mountainbiken.

## Levensloop
In 2022 werd hij wereldkampioen 'gravel' in de categorie 19 tot 34 jaar. In 2023 nam hij deel bij de profs in deze discipline.

## Palmares

### Crosscountry
| Seizoen | Wereldbeker | OS            | WK | EK  | BK     | Overige                                          | Totaal aantal zeges |
| ------- | ----------- | ------------- | -- | --- | ------ | ------------------------------------------------ | ------------------- |
| 2015    |             | NVT           |    |     | U23    |                                                  | 0                   |
| 2016    |             | geen deelname |    |     | U23    | Houffalize Vayamundo MTB Cup, Jelenia Góra Polen | 3                   |
| 2017    |             | NVT           |    |     | Zilver |                                                  | 0                   |
| 2018    |             | NVT           |    | 19e |        |                                                  |                     |